# Прва бањалучка операција НОВЈ
Дана 31. децембра 1943. главнина Петог корпуса НОВЈ, ојачана са три бригаде, извела је напад на осовинско упориште Бањалуку и посаде на комуникацији према Приједору и Градишки. Снаге НОВЈ успеле су да ликвидирају сва мања упоришта и да продру у сам град Бањалуку, где су вођене уличне борбе до 2. јануара 1944. У центру града заузет је затвор „Црна кућа” и ослобођено је 207 затвореника-талаца, осумњичених да су комунисти, који су чекали стрељање. Пошто напад на Босанску Градишку није успео, Немци су на тај мостобран довели оклопне и моторизоване јединице, које су 2. јануара 1944. у току дана успеле да се пробију у Бањалуку, пробију блокаду и ојачају гарнизон, након чега је напад снага НОВЈ обустављен.
Ова операција имала је за циљ да, у контексту зимских операција, привуче немачке снаге из источне Босне, омете извољење операције Шнештурм, и олакша положај Трећег корпуса НОВЈ. У нападу је заробљен велики број осовинских војника, првенствено домобрана, и заплењена велика количина оружја и опреме. Стога се у литератури ова операција не сматра неуспешном.
Након ње, уследио је наставак немачких зимских операција, са операцијама Напфкухен и Валдрауш у околини Бањалуке.

## Претходне околности
Током јесени 1943. Пети корпус НОВЈ преузео је иницијативу, заузео Сански Мост, окружио Приједор и појачао притисак на Бањалуку. Пад Приједора и Бањалуке спречило је пристизање немачке 264. дивизије у то подручје.
Почетком децембра 1943. Друга оклопна армија покренула је низ операција са циљем освајања кључних позиција и разбијања снага НОВЈ. Операције у области између Врбаса и Уне (Пантер и Ристов) окончане су неповољно по немачке снаге. Ово је омогућило Петом корпусу НОВЈ да поново преузме иницијативу и организује операцију већег обима на Бањалуку, у којој је био штаб 15. немачког корпуса, и читав низз околних упоришта.
Ова операција била је од великог значаја у контексту зимских операција. С обзиром да су у другим областима, нарочито у источној Босни (Операција Шнештурм), Немци држали иницијативу у својим рукама, доводећи јединице Трећег корпуса НОВЈ у тежак положај, напад на Бањалуку имао је значај стварања новог кризног жаришта, са циљем разбијања концентрације немачких снага.

## Ангажоване снаге

### Снаге НОВЈ
- Четврта крајишка дивизија (делови) — око 2.700 бораца
- Десета крајишка дивизија
  - Тринаеста крајишка бригада — 1.442
- Једанаеста крајишка дивизија — 2.908
- Ударни одред Петог корпуса — 425
- 1. и 2. артиљеријски дивизион Петог корпуса — око 200 бораца
- Трећа крајишка бригада — 1. 626
- Трећа личка бригада — око 1.200[4]
- Дванаеста славонска бригада — око 1.000

Укупно око 11.700 бораца и старешина

### Осовинске снаге
А. Немачке снаге
- Упориште Бањалука: припадника разних јединица и установа 4.131
- Упориште Приједор: припадника немачке 373. дивизије 1.800
- Упориште Босанска Градишка: припадника немачке полиције 280
- Упориште Горња, Средња и Доња Топола: припадника немачке полиције 640
- Упориште Босански Александровац: припадника немачке полиције 100
- Упориште Јунузовци: припадника немачке полиције 100
- Упориште Маглајани: припадника немачке полиције 60
- Упориште Лакташи: припадника немачке полиције 30
- Упориште на аеродрому Залужани: око 600 Немаца, усташа и домобрана[5]
- 901. оклопни гренадирски пук, у пробоју из Босанске Градишке у Бањалуку[6]

Укупно око 8.000 бораца
Б. Усташко-домобранске снаге
- Упориште Бањалука: 2. бојна 13. ловачке пуковније, 3. бојна 7. ловачке пуковније, 11. топнички склоп (артиљеријски дивизион), 7. топнички склоп, 22. топнички склоп, Стожер (штаб) 4. усташко-домобранског здруга са 6 приштапских сатнија (чета), Домдо бојна Бањалука, 300 полицајаца и агената и 3. жандармеријски пук
- Упориште Клашнице: 2. бојна 7. ловачке пуковније
- Упориште Рамићи: једна чета четника 1. четничке бригаде Босанскокрајишког четничког корпуса, заједно са једном сатнијом усташа и домобрана
- Упориште Ивањска: 1. бојна 7. ловачке пуковније (јачине 700 војника)
- Упориште Крњин (Гугунова Главица): 1 сатнија усташа
- Упориште Пискавица: 1 санија домобрана
- Упориште Омарска: 1. бојна 13. ловачке пуковније
- Упориште Козарац: 1 сатнија домобрана
- Упориште Приједор: 3. горски усташко-домобрански здруг са распоредом

jединица у Приједору и ближој околини — укупно 2.000 војника
- Упориште Босанска Градишка:
  - 3. бојна 13. ловачке пуковније
  - Жељезничко-стражарска усташка бојна распоређена од Окучана до Босанске Градишке
  - Једна бојна усташа из логора Стара Градишка јачине 900 усташа
  - Научна сатнија (120 војника)
  - Јуришна усташка сатнија (јачине 80 усташа)
  - Жандарма 70
  - Полицајаца и агената 50
- Упориште Лакташи: жандарма 50
- Упориште Разбој: жандарма 35 и домобрана 200
- Упориште Кукуље: жандарма 35, а у селу Косјерову 25[7]

Укупно око 12.000 бораца
Ц. Четничке снаге
- 3. крајишка четничка бригада, јачине 700 четника
- Жупска четничка бригада средњобосанског четничког корпуса, на одбрани правца Прњавор-Клашнице јачине 245 четника
- Самостални Црновршки четнички батаљон средњобосанског четничког корпуса, на одбрани правца Прњавор-Клашнице, јачине 135 четника
- Заштитна јединица Босанскокрајишког четничког корпуса[5]

Укупно нешто преко 1.000 четника на јужној, југозападној и западној периферији Бањалуке и око 1.000 четника на источној и североисточној страни града, свега око 2.000
Свега осовинских снага — око 22.000 бораца

## План напада
Према заповести штаба Петог корпуса, нападне снаге НОВЈ груписане су у пет група:
Прву групу, под командом штаба Четврте крајишке дивизије, сачињавале су Трећа личка, Шеста, Тринаеста крајишка бригада, Сански одред и 1. артиљеријски дивизион. Она је имала задатак да нападне систем одбране Бањалуке са правца Санског Моста.
Другу групу, под командко штаба Једанаесте крајишке дивизије, сачињавале су Пета и Дванаеста крајишка и Четрнаеста средњобосанска бригада. Задатак ове групе био је да нападне и ликвидира сва упоришта у Бањалуци и ближој околини са десне стране Врбаса.
Трећу групу, под командом штаба Треће крајишке бригаде, сачињавали су Трећа крајишка, Ударни одред и Други артиљеријски дивизион корпуса. Трећа крајишка са ударним одредом имала је задатак да продире у град са југа, а Ударни одред требало је да заузме Хан Кола и разбије четнике.
Четврту групу, под командом штаба Једанаесте крајишке бригаде, сачињавали су Једанаеста крајишка бригада, 1. батаљон Осме крајишке бригаде и Градишко-пијевчански НОП одред. Ова група имала је изузетно важан задатак да ликвидира упориште у Босанској Градишки, а да делом снага демонстративно нападне посаде у Тополи и Александровцу.

## Губици
Осовинске снаге претрпеле су велике губитке, како у људству, тако и у наоружању и опреми.
Немачки губици у борбама око Бањалуке износили су 67 мртвих, а губици непријатеља процењени су на 350-400 само у мртвима, док се може претпоставити око троструко већи број рањених.
Губици 4. хрватске ловачке бригаде (здруга) били су знатни. Бригада тек што је у октобру 1943. опремљена потпуно новом немачком опремом и у овом погледу била је боља него немачка дивизија. Међутим чета за опскрбу, која је била смештена у једној касарни у јужном делу града, са свом својом опремом пала је у руке партизана. Они иза себе нису оставили ни завртња. По свему, чета за опскрбу пала је одмах при првом нападу без борбе. Даље, школска чета, елитна формација бригаде, била је у потпуности уништена. Такође, велике губитке у људству и материјалу имала је и хрватска санитетска чета, која је стајала на рубу града, и била изложена тешкој борби са партизанима, и на крају морала да препусти своју опрему. У овом нападу једна домобранска артиљеријска батерија показала се веома храбром. Међутим, у другом нападу на Бањалуку (страна 203) управо је ова батерија окренула своје топове, и тиме олакшала продор непријатеља у град (наредник Бракман).
Само на гробљу у Бањалуци сахрањено је 150 погинулих.

( -{Die deutschen Verluste bei den Kämpfen um Banja Luka betrugen an Toten 67, die des Feindes wurden allein an Toten auf 300—350 geschätzt, wozu noch eine etwa dreifache Zahl von Verwundeten gerechnet werden kann.
Die Verluste der 4. kroat. Jäg.-Brig. waren beträchtlich. Die Brigade war erst im Oktober 1943 mit deutschem Material völlig neu ausgerüstet worden und war in dieser Hinsicht besser dran als die deutschen Divisionen. Nun aber war die Nachr.- Komp., die in einer Kaserne im Südteil der Stadt untergebracht gewesen war, mit ihrem gesamten Gerät in die Hände der Partisanen gefallen. Diese aber hatten keine Schraube zurückgelassen. Allerdings hatte sich die Nachr.-Komp. schon beim ersten Angriff kampflos ergeben. Ferner war die Ausbildungskomp., die Elitetruppe der Brigade,  vollständig vernichtet worden. Ebenfalls schwere Verluste an Menschen und Material hatte auch die kroatische Sanitätskompanie, die, am Stadtrand liegend, von Anfang an in schwerem Kampf mit den Partisanen lag, und schließlich ihre Unterkunft aufgeben mußte. Sehr tapfer hatte sich eine Batterie der Domobranen-Artillerie bei diesem Angriff gezeigt. Bei dem zweiten Angriff auf Banja Luka im September 1944 (siehe pp. 203) war es allerdings gerade diese Batterie, die ihre Geschütze umgedreht und damit dem Feind das Eindringen in die Stadt wesentlich erleichtert hat" (Wachtmeister Brackmann).
Allein auf dem Friedhof in Banja Luka wurden etwa 150 Gefallene beigesetzt.}-)
Штаб 15. брдског корпуса известио је 6. јануара 1944. саставио је за надређени штаб Друге оклопне армије извештај о току борбе. У њему наводи губитке партизана од „372 избројана мртва непријатеља, осим тога 600 мртвих непријатеља, на основу процене, 190 заробљених 1.160 цивилних жртава”. Сопствени губици нису наведени, али је дата примедба да је „после завршетка напада 700 домобрана »нестало«, међу којима 11 официра. У међувремену, њих око 340 вратило се назад, од којих 129 у цивилној одећи, 90 са оружјем”.
Према немачком документу од 4. јануара, немачка команда утврдила је сопствене губитке од 541 погинулог Немца, уз 327 рањено и 37 несталих; 156 погинулих усташа и домобрана, уз 230 рањених и 945 заробљених. То даје укупно 697 погинулих, 557 рањених и 1.275 заробљених. За четнике се наводи да подаци нису могли бити утврђени.
Губици у јединицама НОВЈ, према сопственим извештајима, износили су 192 погинула борца и старешине и 503 рањених.